# Xestocephalus agassizi
Xestocephalus agassizi är en insektsart som beskrevs av Van Duzee 1912. Xestocephalus agassizi ingår i släktet Xestocephalus och familjen dvärgstritar. Inga underarter finns listade i Catalogue of Life.